# Дом Степанова
Дом Степанова — двухэтажное историческое здание в центре Екатеринбурга, расположенное рядом с Историческим сквером (ранее — Екатеринбургский завод), по адресу Горького 33.
Здание является объектом культурного наследия регионального (областного) значения.

## История и описание
Дом был построен для мещанина (или купца) Ефима Федотовича (или Евдакима Степановича) Степанова архитектором Василием Кондратьевичем Коноваловым (по некоторым данным В. В. Коновалов), работавшего некоторое время с Ю. О. Дютелем, во второй половине XIX века (или 1886 году). Первый этаж здания выполнен из кирпича, второй — из дерева с элементами резного декора, который сохранился до наших дней. Помимо основного здания, на приусадебном участке имелись двухэтажный кирпичный флигель и конюшня.
После окончания гражданской войны Дом Степанова был национализирован, передан ГорКомХозу и после капитального ремонта разделён на коммунальные квартиры. Здание является одним из первых коммунальных домов Свердловска.
За годы эксплуатации здание претерпело изменения. В 1921 году, в ходе капитального ремонта, было утрачено первоначальное убранство интерьеров первого этажа. В 1966 году снят балкон со стороны восточного фасада, мраморные ступени крыльца заменены дощатыми. Заложены три окна в первом этаже. На многих наличниках сняты подоконные доски. В 1972 году снесены флигель и конюшня.
В настоящее время первый этаж сдаётся в аренду под офисы, его занимает общественная организация «Центр традиционной народной культуры», второй этаж — всё так же остаётся жилым.

## Галерея

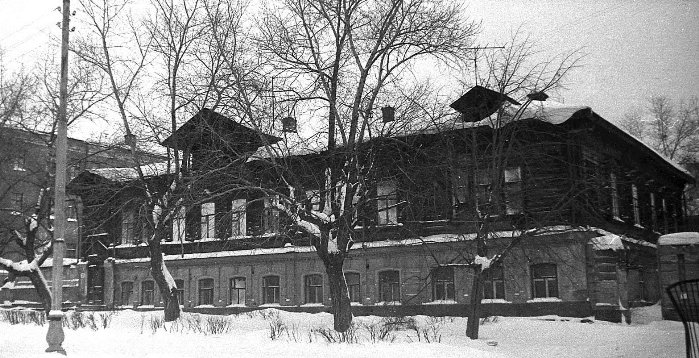
Дом в 1960-х годах
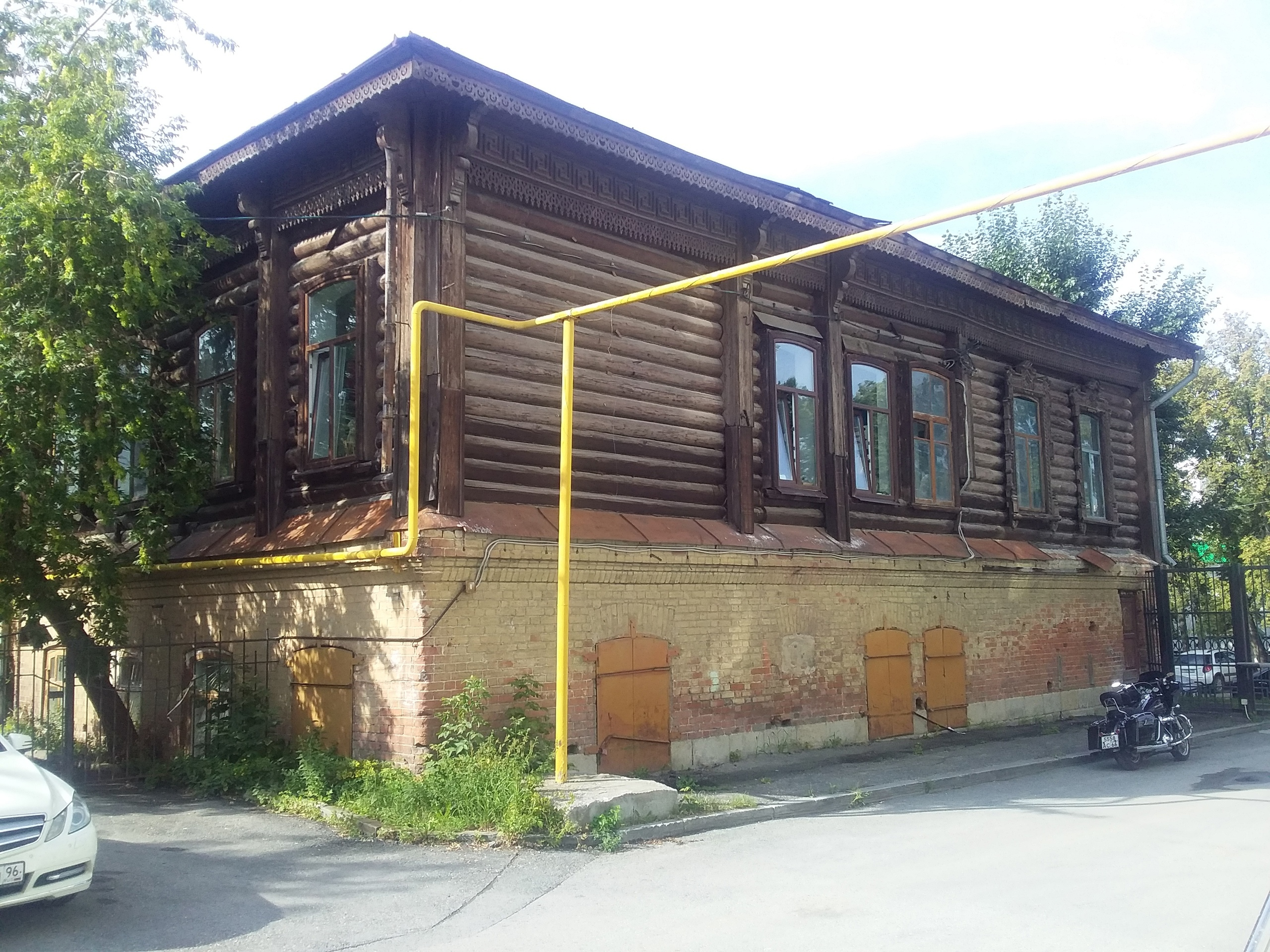
Северная боковая часть
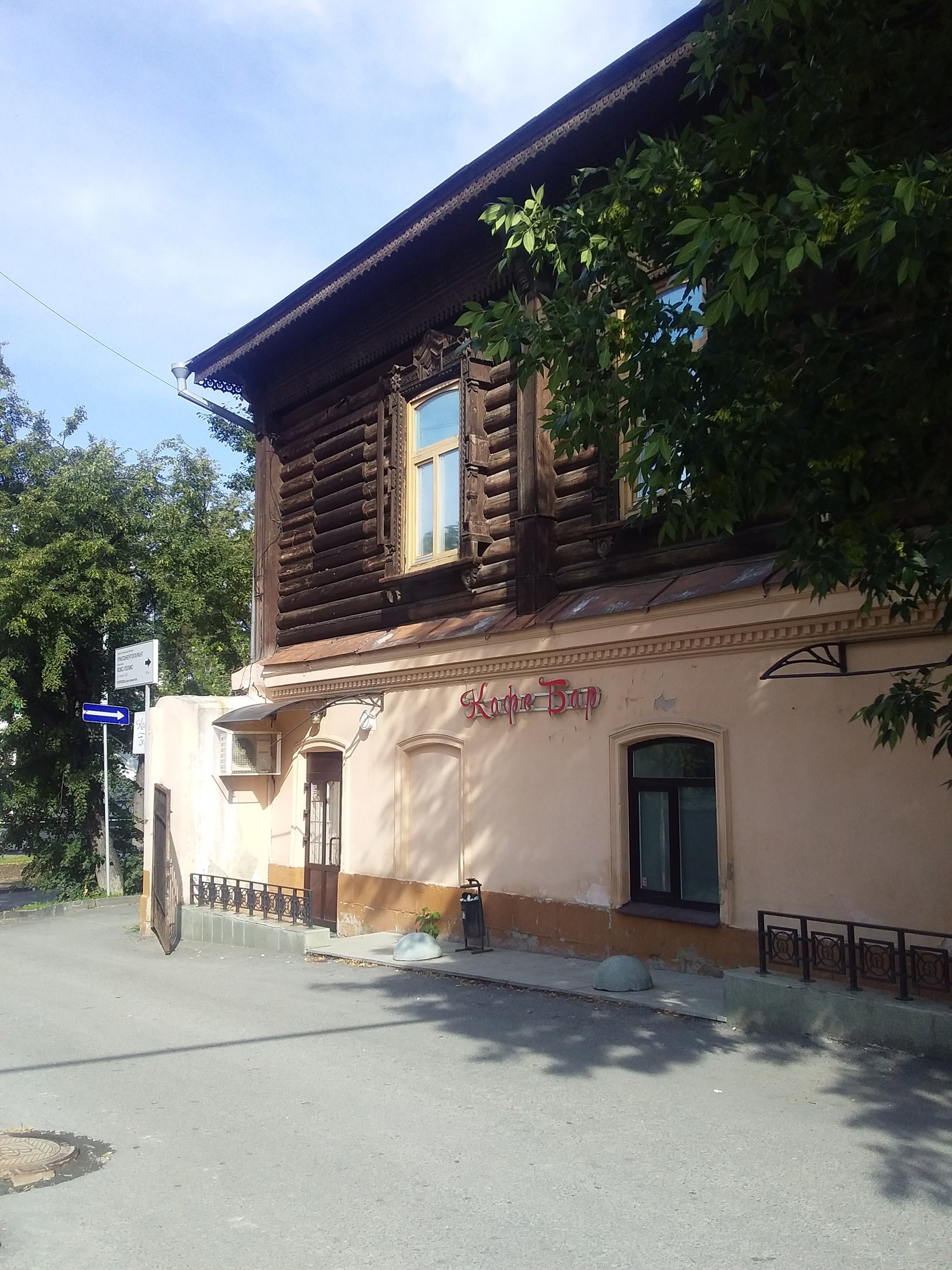
Южная боковая часть
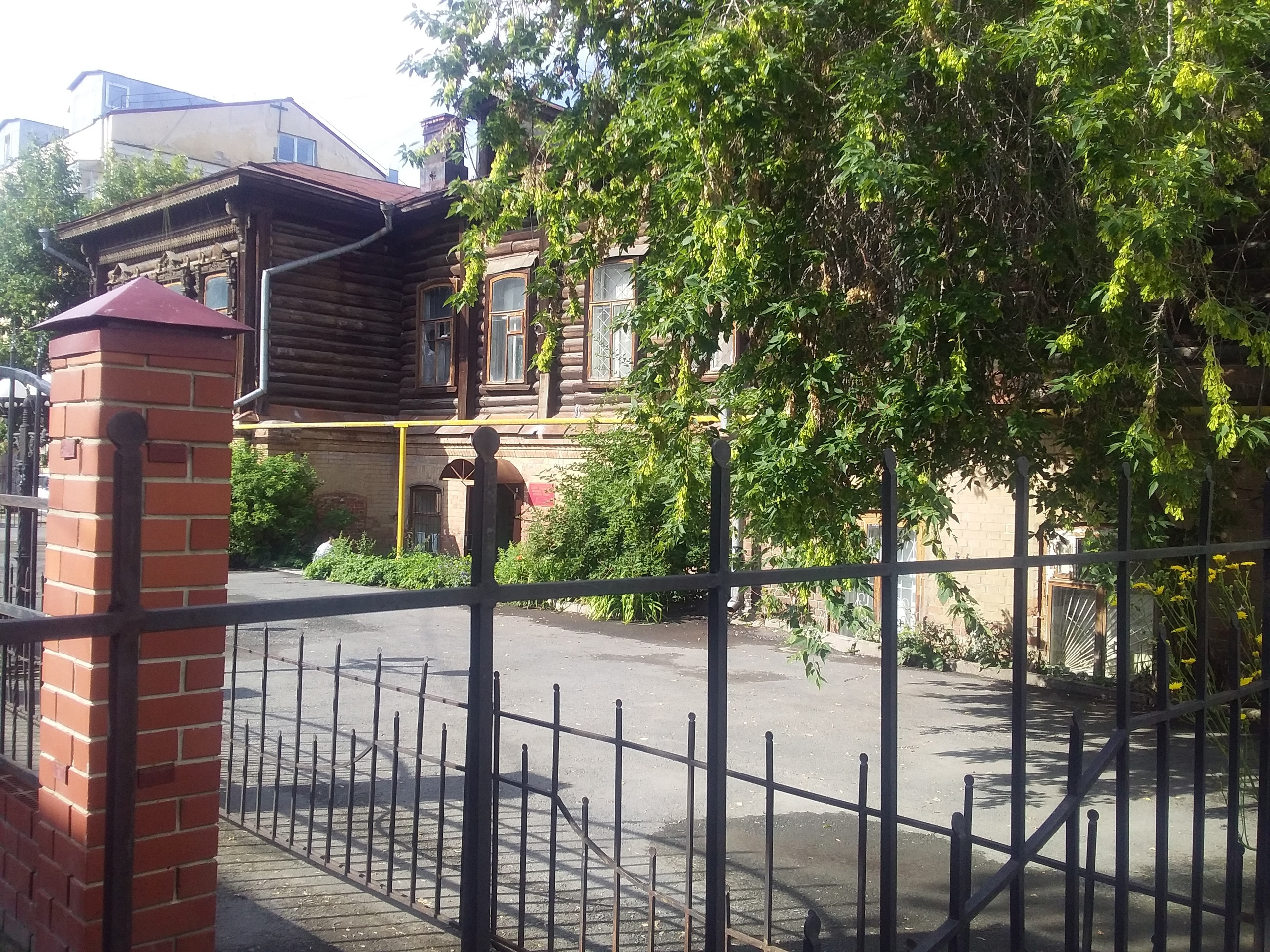
Задний двор с восточной стороны
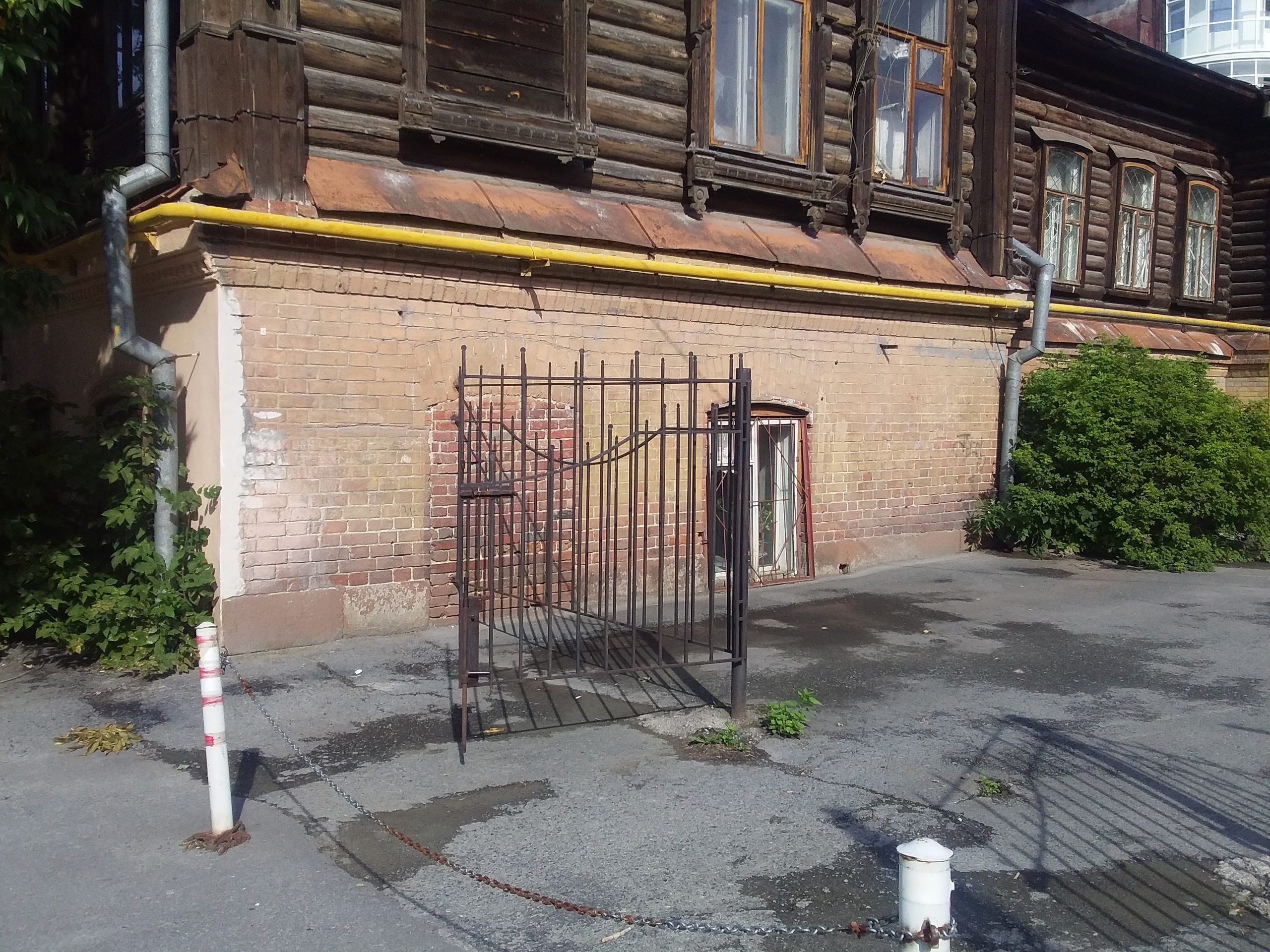
Задний двор с восточной стороны
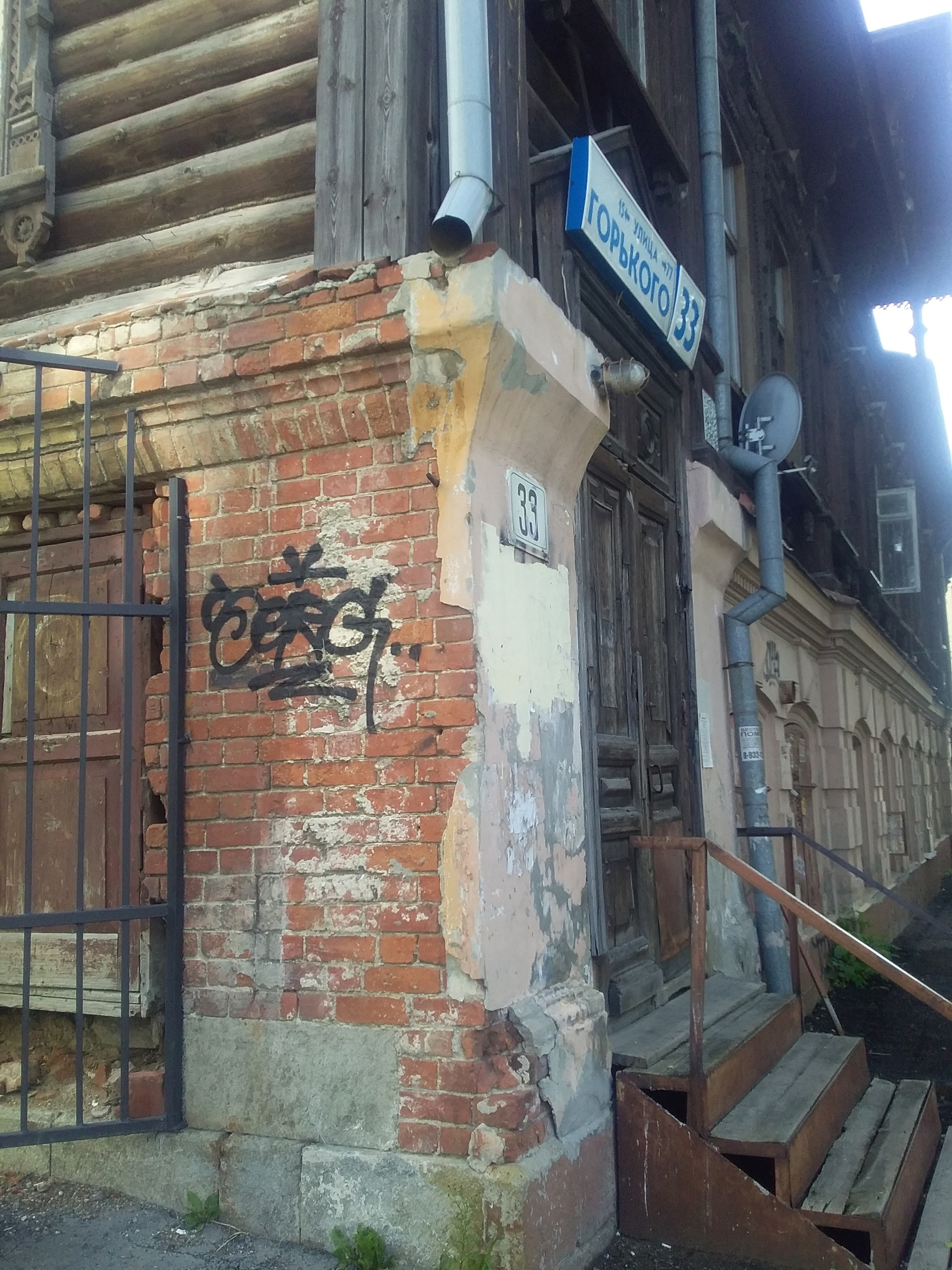
Вход в лицевой части здания
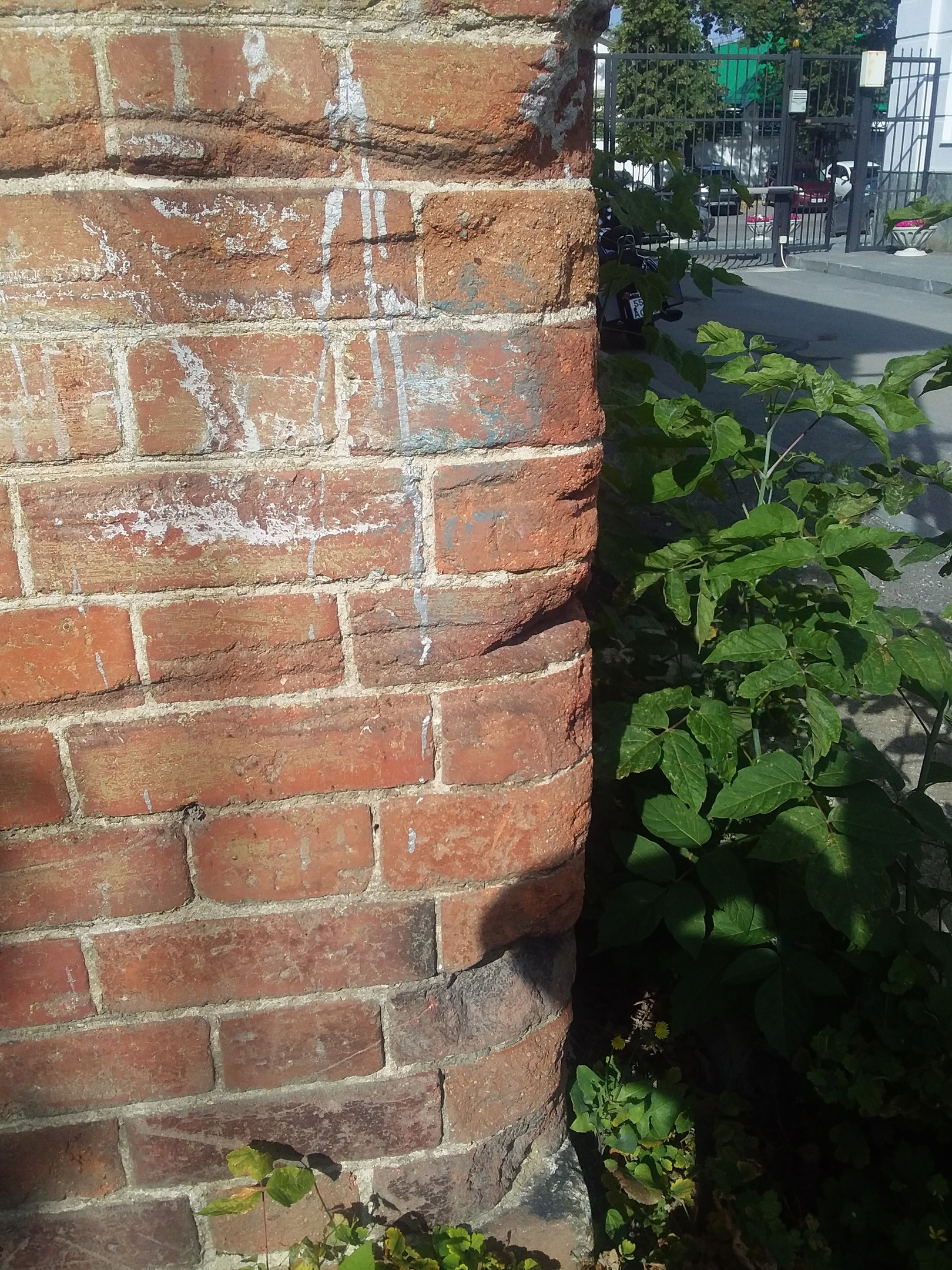
Кирпичная угловая кладка
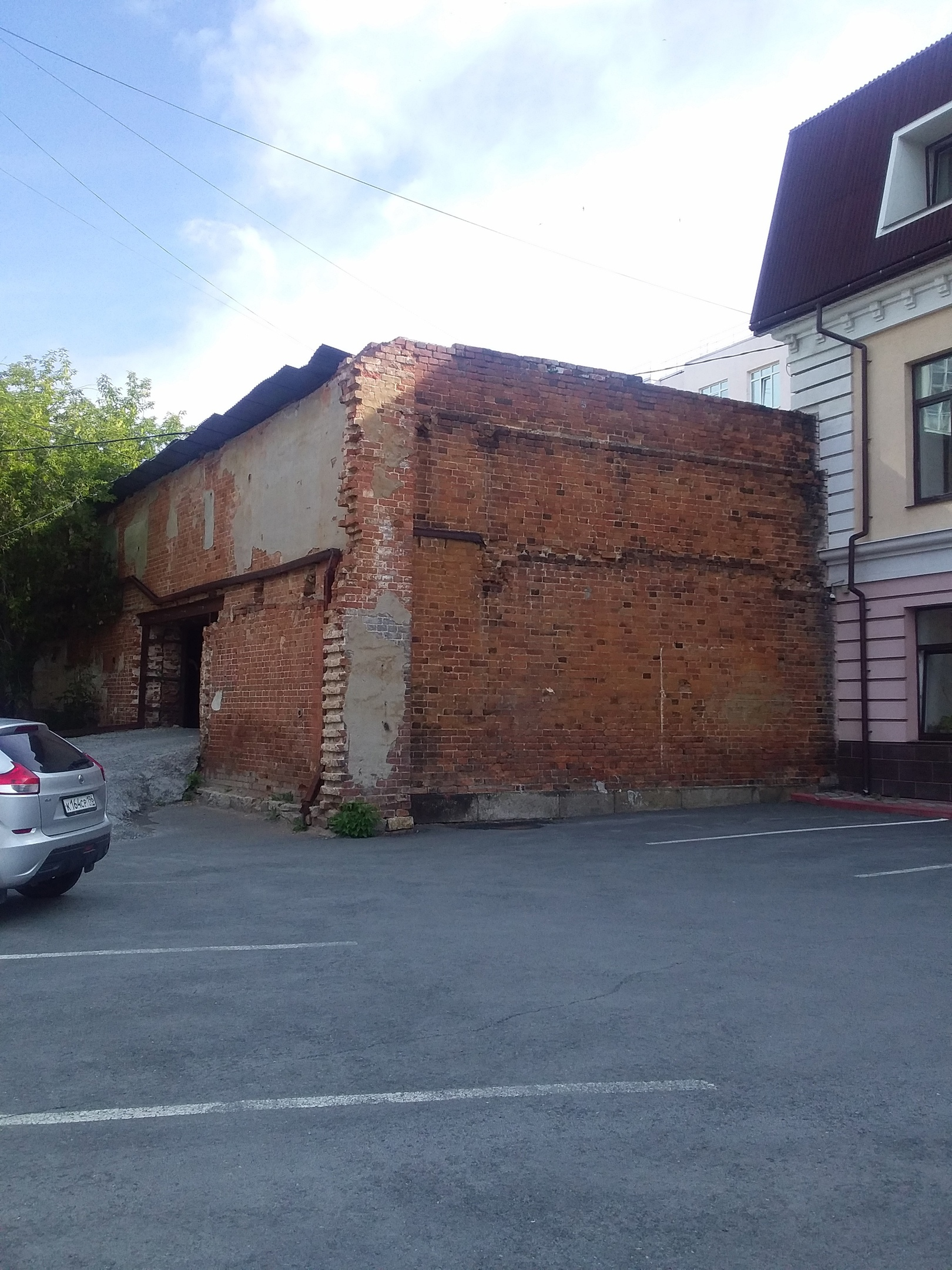
Дореволюционная постройка у заднего двора